# Marianne Denicourt
Marianne Denicourt (Parijs, 14 mei 1963) is een Frans actrice, regisseur en scenarioschrijver.

## Biografie

### Vroeger leven
Marianne Cuau werd op 14 mei 1963 geboren in het 13e arrondissement van Parijs als dochter van Bernard Cuau, professor in de literatuur op de Campus de Jussieu, documentairemaker en lid van de redactie van het tijdschrift Les Temps Modernes, en Denise Zigante, een voormalig comédienne. Haar zuster Emmanuelle Cuau is ook een filmregisseur en scenarioschrijver.

### Carrière
Denicourt verscheen een eerste maal op het scherm in 1983 als figurante in L'Argent van Robert Bresson. Ze volgde lessen in "Drama" vooraleer ze zich na haar middelbare school inschreef in L'école des Amandiers de Nanterre waar ze werd onderwezen door Patrice Chéreau en Pierre Romans. Ondertussen speelde ze begin jaren 1990 in verschillende films zoals La Belle Noiseuse van Jacques Rivette en de middellange film La Vie des morts van Arnaud Desplechin. Deze laatste kondigde aan dat Denicourt ook zou meespelen in zijn volgende twee langspeelfilms. Denicourt begon ook een verhouding met de regisseur.
Denicourt bleef acteren zowel in films, voor televisie als in het theater. Voor haar rol in Hippocrate werd Denicourt in 2015 genomineerd voor de César voor beste vrouwelijke bijrol.
Marianne Denicourt is sinds 2005 meter van de vereniging Afghanistan demain. Ze regisseerde voor de vereniging twee documentaires, opgenomen in Kabul: Une maison à Kaboul en Nassima, une vie confisquée die in 2009 de prix média pour l'enfance kreeg.